# Feux
Feux é uma comuna francesa na região administrativa do Centro, no departamento Cher. Estende-se por uma área de 28,07 km². Em 2010 a comuna tinha 348 habitantes (densidade: 12,4 hab./km²).